# Ławeczka Ignacego Łukasiewicza w Poznaniu
Ławeczka Ignacego Łukasiewicza w Poznaniu – uliczny pomnik polskiego chemika, farmaceuty i wynalazcy lampy naftowej – Ignacego Łukasiewicza, zlokalizowany w Poznaniu na Grobli, przed starą gazownią miejską, na Skwerze Łukasiewicza.
Ławeczkę odsłonięto 23 września 2013, a jej autorem był Roman Kosmala. Projekt zrealizowano z okazji 160. rocznicy powstania przemysłu naftowego w Polsce z inicjatywy Stowarzyszenia Inżynierów i Techników Przemysłu Naftowego i Gazowniczego. Dzieło przedstawia siedzącego Łukasiewicza, który przytrzymuje prawą ręką lampę naftową. W odsłonięciu udział wzięli: Sekretarz Generalny SITPNiG dr Stanisław Szafran, prezes SITPNiG w Poznaniu Andrzej Mikołajczak, dyrektor poznańskiego Oddziału Polskiej Spółki Gazownictwa Zdzisław Kowalski, przewodniczący Rady Miasta Poznania – Grzegorz Ganowicz i biskup Grzegorz Balcerek. Miniaturę pomnika przekazano jako dar do Muzeum-Kopalni w Bóbrce.